# ورنر فینک
ورنر فینک (آلمانی: Werner Finck؛ ۲ مهٔ ۱۹۰۲ – ۳۱ ژوئیهٔ ۱۹۷۸) بازیگر، نویسنده، فیلم‌نامه‌نویس و کمدین اهل آلمان بود.
از فیلم‌ها یا برنامه‌های تلویزیونی که وی در آن نقش داشته‌است می‌توان به عشق در بیست‌سالگی اشاره کرد.
روی سنگ قبر او نوشته شده است: «تو هنوز زنده هستی و من از دنیا رفتم، اما به زودی تو هم، جایی که من امروز هستم، خواهی بود.»